# Zdzisław Hryniewiecki
Zdzisław „Dzidek“ Hryniewiecki (* 1. September 1938 in Lwów, Woiwodschaft Lwów, Polen; † 17. November 1981 in Bielsko-Biała) war ein polnischer Skispringer. Er gewann 1959 den polnischen Meistertitel von der Großschanze. Hryniewiecki galt als einer der weltweit talentiertesten Skispringer, doch musste er seine Karriere nach einem schweren Sturz im Alter von 21 Jahren beenden.

## Werdegang
Hryniewiecki war bereits in seiner Jugend ein vielfältiger Sportler. Nachdem er mit seiner Familie nach dem Zweiten Weltkrieg Lemberg verlassen musste, ließ er sich in Bielsko-Biała nieder. Dort begann er früh, neben dem Skisport auch im Schwimmen anzutreten. Letztlich entschied er sich fürs Skispringen und startete fortan für BBTS Bielsko-Biała. Bei den Juniorenmeisterschaften war seine beste Platzierung der vierte Platz in Zakopane 1957.
Hryniewiecki nahm 1958 am Czech-Marusarzówna-Memorial in Zakopane teil, wo er sich beim Skisprung-Wettkampf trotz einer international gut besetzten Startliste nur Nikolai Schamow geschlagen geben musste. Er nahm darüber hinaus auch beim Wettkampf der Nordischen Kombinierer teil, bei dem er den dritten Platz belegte. Bei den polnischen Meisterschaften im Skispringen wurde er in diesem Jahr Siebter.
Sein internationaler Durchbruch gelang ihm endgültig im Winter 1958/59. Beim prestigeträchtigen Beskiden-Cup verpasste er im Januar 1959 als Vierter nur knapp das Podest. Beim Einweihungswettkampf der neuen Aschbergschanze in Klingenthal belegte er den fünften Platz hinter Skisprunggrößen wie Helmut Recknagel, Werner Lesser oder Harry Glaß. Zwei Wochen später gewann er seinen einzigen polnischen Meistertitel, als er mit Sprüngen auf 81,5 und 79,5 Metern von der Wielka Krokiew Jan Furman und Władysław Tajner hinter sich ließ. Seine gute Form konnte er mit dem Gewinn des Czech-Marusarzówna-Memorial-Wettbewerbs bestätigen. Im März nahm Hryniewiecki am Skiflug-Wettbewerb am Kulm teil. Am Ende des fünf Durchgänge umfassenden Wettkampfes erreichte er den fünften Platz und konnte darüber hinaus seine Bestweite von 116,0 Metern erspringen. In den folgenden Wochen nahm Hryniewiecki an weiteren internationalen Wettkämpfen in Deutschland teil und konnte immer wieder mit Ergebnissen unter den Besten Fünf auf sich aufmerksam machen. So belegte er beispielsweise in Oberwiesenthal den dritten Platz hinter Recknagel und Glaß.
Ursprünglich galt Hryniewiecki als einer der Favoriten für die Vierschanzentournee 1959/60, doch durfte er aufgrund eines Boykotts der Vierschanzentournee durch den polnischen Verband aus politischen Gründen nicht teilnehmen. Nur wenige Tage später stellte er seine internationale Klasse in Oberwiesenthal unter Beweis, wo er einen Sprung auf 82,5 Metern stand und den Wettkampf im Rahmen der Kupus-Skisprungserie gewinnen konnte. Auch bei weiteren Wettkämpfen duellierte er sich mit Recknagel und wurde so von der Presse bereits als Favorit für Olympia gehandelt. In dieser Form war er auch bei der ersten Station der Beskiden-Tour 1960 in Wisła nicht zu besiegen. Obwohl ihm auch in Szczyrk der weiteste Sprung gelang, wurde er dort aufgrund eines Sturzes nur Vierzehnter und belegte in der Gesamtwertung nur den zweiten Platz hinter Władysław Tajner.
Zwei Tage vor der Abreise zu den Olympischen Winterspielen 1960 stürzte Hryniewiecki im letzten vorolympischen Training von der Malinka in Wisła schwer. Er hatte die Warnungen seines Trainers missachtet, verlor während des Fluges die Kontrolle und schlug mit dem Kopf auf dem Boden auf. Er brach sich mehrere Halswirbel, quetschte sich die Brust und schädigte sein Rückenmark nachhaltig, sodass er für den Rest seines Lebens auf einen Rollstuhl angewiesen war.
Nach seinem Sturz lernte er bei einem Rehabilitationsaufenthalt die Krankenschwester Wanda Góralska kennen, die er später heiratete. Die Ehe zerbrach bereits nach fünf Jahren. In der Folge hatte Hryniewiecki mit psychischen Problemen zu kämpfen und verfiel dem Alkoholismus. Er starb am 17. November 1981 im Alter von 43 Jahren.

## Sonstiges
Der Olympiasieger Helmut Recknagel schenkte Hryniewiecki seine Goldmedaille und behauptete, dass dieser ohne seinen tragischen Sturz den olympischen Wettkampf gewonnen hätte.
Die Normalschanze der Salmopol-Schanzenanlage, die zwischen 1980 und 2000 in Betrieb war, wurde nach Hryniewiecki benannt.

## Erfolge

### Siege bei A-Klasse-Springen
| Nr. | Wettbewerb                  | Datum           | Ort            |
| --- | --------------------------- | --------------- | -------------- |
| 1.  | Czech-Marusarzówna-Memorial | 15. März 1959   | Zakopane       |
| 2.  | Kupus                       | 10. Januar 1960 | Oberwiesenthal |
| 3.  | Beskiden-Tour               | 15. Januar 1960 | Wisła          |